# Alabama 3
Az Alabama 3 nevű együttes 1989-ben London-ban alakult azzal a céllal, hogy a gospel, country, blues és az acid house ötvözése által valami egészen újat hozzanak létre. Zenéjük egyszerre agresszív, ironikus és lírai, tele politikai és vallási áthallásokkal.

## Története
A két alapító tag, Jake Black és Rob Spragg egy acid house bulin találkoztak és elhatározták, hogy megalapítják az együttest. Az egyetemről ismerték a harmonikás és szintetizátoros Piers Marsht, a másik szintetizátoros, Orlando Harrison pedig lakótársa volt Jake Black-nek.
Első albumuk, az Exile On Coldharbour Lane csak hosszú felkészülési időszakot követően, 1997-ben jelent meg a One Little Indian kiadónál. Erről az egyik szám, a Woke Up This Morning lett a legnagyobb sikerük, többek között azért, mert elhangzott a népszerű televíziós sorozat, a Maffiózók zenéjeként.

## Tagok
- Jake Black (művészneve The Very Reverend Dr. D. Wayne Love): ének
- Rob Spragg (művészneve Larry Love): ének
- Zoe Devlin (művészneve Devlin Love): ének
- Piers Marsh (művészneve The Mountain of Love): programozás, szintetizátor, ének és harmonika
- Simon (The Dude) Edwards (művészneve Sir Eddie Real): ütős hangszer, ének
- Orlando Harrison (művészneve The Spirit): szintetizátor
- Mark Sams (művészneve Rock Freebase): gitár, basszusgitár
- Jonny Delafons (művészneve L. B. Dope): dobok, ütős hangszer
- Steve Finnerty (művészneve LOVEPIPE): gitár, basszus, ének

## Diszkográfia
Stúdióalbumok
- Exile on Coldharbour Lane (1997)
- La Peste (2000)
- Power in the Blood (2002)
- The Last Train to Mashville vol. 2 (2003)
- Outlaw (2005)
- M.O.R. (2007)
- Hits and Exit Wounds (2008)

- Revolver Soul Released (2010)

- There Will Be Peace in the Valley... When We Get the Keys to the Mansion on the Hill (2011)
- Shoplifting 4 Jesus (2011)
- The Men from W.O.M.B.L.E. (2013)
- The Wimmin from W.O.M.B.L.E. (2014)
- Blues (2016)

Szólóalbumok
- Robert Love, Ghost Flight (2006)

Kislemezek
- Ain't Going to Goa (1996)
- Woke Up This Morning (1997)
- Speed of the Sound of Loneliness (1997)
- Converted (1998)
- Mansion on the Hill (2001)
- Wade into the Water (2001)
- Reachin' (2003)
- Hello… I'm Johnny Cash (2005)
- How Can I Protect You (2005)
- Gospel Train (2005)
- Lockdown (2007)
- Middle of the Road (2008)